# Place des femmes en astronomie
 (octobre 2022).
Les femmes sont présentes en astronomie depuis des millénaires. La civilisation de Sumer, qui a produit quelques-uns des tout premiers astronomes historiques[pas clair], a aussi fait de sorte que, du côté des femmes du IIe millénaire av. J.-C., des astronomes sumériennes dirigent des grands temples observatoires. De Christine de Suède, Émilie du Châtelet qui traduit Newton, et Nicole-Reine Lepaute, jusqu'au début du XXe siècle, c'est en tant que « calculatrices », sortes d'ordinateurs humains, que plusieurs femmes s'impliquent ou sont engagées par les observatoires afin d'extraire l'information de données complexes. Certaines s'illustrent alors, telle que l'Américaine Annie Jump Cannon.
En 1992, des astronomes dont Claudia Megan Urry établissent The Baltimore Charter for Women in Astronomy qui vise à assurer des chances égales aux femmes.
Les historiens qui s'intéressent au genre et la science, comme Londa Schiebinger  et Yaël Nazé, et ont mis en lumière les efforts scientifiques et les réalisations des femmes, les obstacles rencontrés et les stratégies mises en œuvre pour que leur travail soit accepté par leurs pairs.

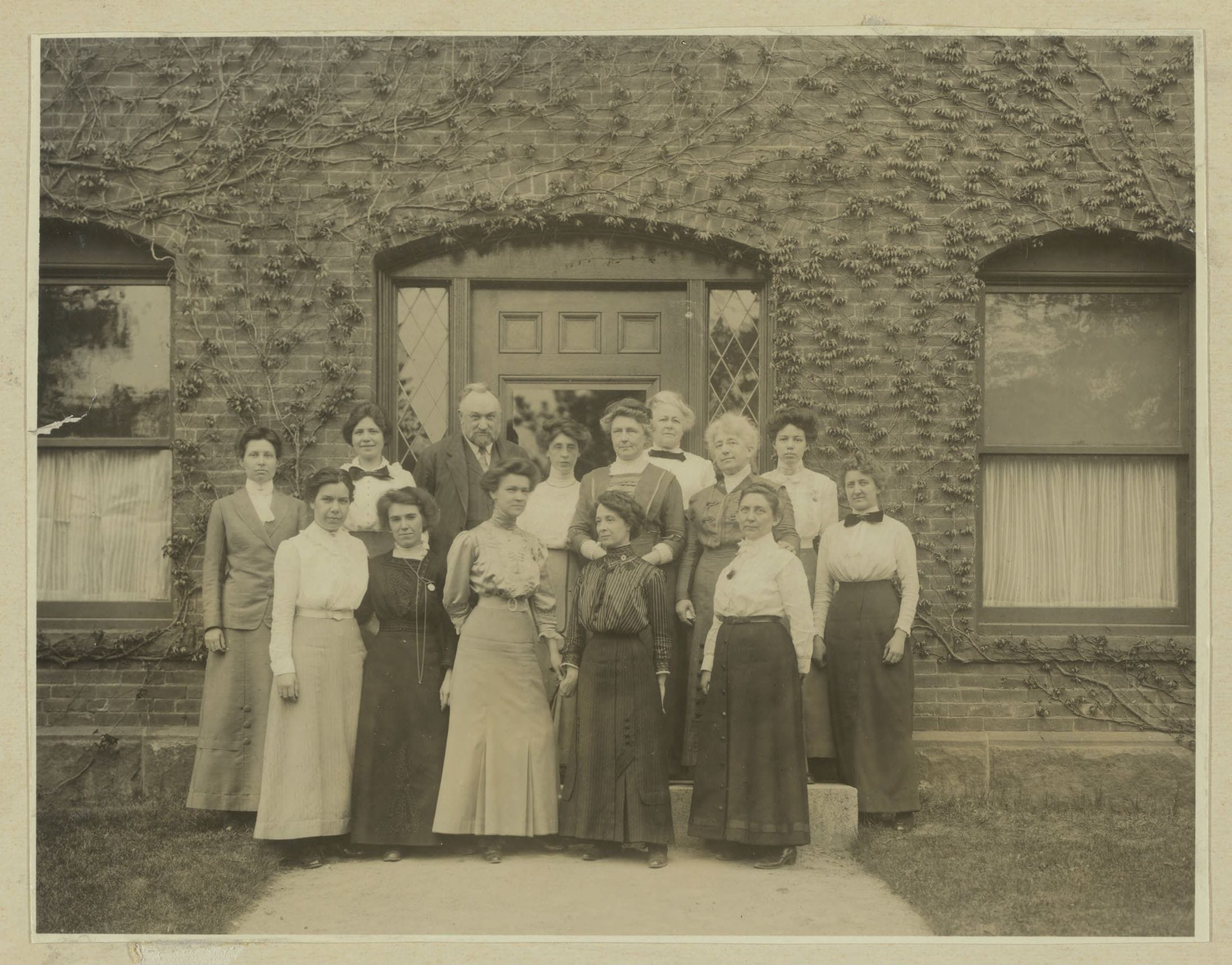
Le Harem de Pickering devant le Building C au Harvard College Observatory, 13 mai 1913.

## Occident

### Antiquité
Aglaonice de Thessalie est souvent considérée comme la première femme astronome. Fille d'Hégétor de Thessalie selon Plutarque mais d'Hégémon selon une scholie d'Apollonios de Rhodes, elle vit en Grèce où elle passe pour une sorcière. Ainsi, selon le témoignage de Plutarque, elle « connaissait la cause des éclipses complètes de lune et prévoyait le moment où il arrive à cet astre d'entrer dans l'ombre de la Terre, elle abusait les autres femmes en les persuadant qu'elle faisait descendre la lune ».
Certaines des premières contributions historiques des femmes en astronomie sont dues à Hypatie, qui a vécu entre 350 et 370-415 à Alexandrie. L'historien chrétien Socrate le Scolastique rapporte dans son Histoire ecclésiastique (vers 440) :

« Il y avait à Alexandrie une femme du nom d’Hypatie ; c’était la fille du philosophe Théon ; elle était parvenue à un tel degré de culture qu’elle surpassait sur ce point les philosophes, qu’elle prit la succession de l’école platonicienne à la suite de Plotin, et qu’elle dispensait toutes les connaissances philosophiques à qui voulait ; c’est pourquoi ceux qui, partout, voulaient faire de la philosophie, accouraient auprès d’elle. La fière franchise qu’elle avait en outre du fait de son éducation faisait qu’elle affrontait en face à face avec sang-froid même les gouvernants.
Et elle n’avait pas la moindre honte à se trouver au milieu des hommes ; car du fait de sa maîtrise supérieure, c’étaient plutôt eux qui étaient saisis de honte et de crainte face à elle. »

D'après Jean de Nikiou (Nicée), au VIIe siècle :

« En ces temps apparut une femme philosophe, une païenne nommée Hypatie, et elle se consacrait à plein temps à la magie [théurgie, selon Michel Tardieu], aux astrolabes et aux instruments de musique, et elle ensorcela beaucoup de gens par ses dons sataniques. Et le gouverneur de la cité l'honorait excessivement ; en effet, elle l'avait ensorcelé par sa magie. Et il cessa d'aller à l'église comme c'était son habitude… Une multitude de croyants s'assembla guidée par Pierre le magistrat — lequel était sous tous aspects un parfait croyant en Jésus-Christ — et ils entreprirent de trouver cette femme païenne qui avait ensorcelé le peuple de la cité et le préfet par ses sortilèges. Et quand ils apprirent où elle était, ils la trouvèrent assise et l'ayant arrachée à son siège, ils la trainèrent jusqu'à la grande église appelée Césarion. On était dans les jours de jeûne. Et ils déchirèrent ses vêtements et la firent traîner (derrière un char) dans les rues de la ville jusqu'à ce qu'elle mourût. Et ils la transportèrent à un endroit nommé Cinaron où ils brûlèrent son corps. Et tous les gens autour du patriarche Cyrille l'appelèrent « le nouveau Théophile », car il avait détruit les derniers restes d'idolâtrie dans la cité. »

### Siècle des Lumières et révolution scientifique
Au siècle des Lumières, lors de la révolution scientifique en Allemagne aux XVIe siècle et XVIIe siècle, la tradition de la participation des femmes à la production artisanale permet à certaines femmes de s'impliquer dans les sciences d'observation, en particulier l'astronomie. Entre 1650 et 1710, les femmes représentaient 14 % de tous les astronomes allemands.
La plus célèbre des astronomes en Allemagne à l'époque était Maria Winkelmann, dont les problèmes avec l'Académie de Berlin sont une réflexion des obstacles auxquels font face les femmes à se faire accepter dans le travail scientifique, qui était considéré comme exclusif aux hommes.
Aucune femme n'a été invitée soit à la Royal Society de Londres, ni à l'Académie des sciences jusqu'au XXe siècle. La plupart des gens du XVIIe siècle voit une vie consacrée à tout type d'érudition comme étant en contradiction avec les tâches domestiques que les femmes sont appelées à accomplir.

#### Elisabeth Hevelius de la république des Deux Nations
Elisabeth Hevelius, née Elisabeth Koopmann, à Dantzig, en 1647, alors en république des Deux Nations, maintenant en Pologne, est la deuxième femme de Johannes Hevelius (1611-1687), lui-même astronome et brasseur, de vingt ans plus âgé qu'elle,.
L'astronomie l'intéressait déjà avant son mariage avec Hevelius (à 16 ans). Ils partagent cette passion de l'observation du ciel. En 1679, leur brasserie est détruite par un incendie, ainsi que de nombreux documents, et son mari en meurt peu après. Elle poursuit alors seule ces observations menées pendant des années ensemble et fait paraître en 1688 le catalogue de 1 564 étoiles établi par eux deux. C'est alors le plus important catalogues d'étoiles, et le dernier qui ait été établi par des observations sans télescope.
« La première femme à ma connaissance qui n'ait pas craint d'affronter la fatigue des observations et des calculs astronomiques. »
— François Arago

### XVIIIesiècle

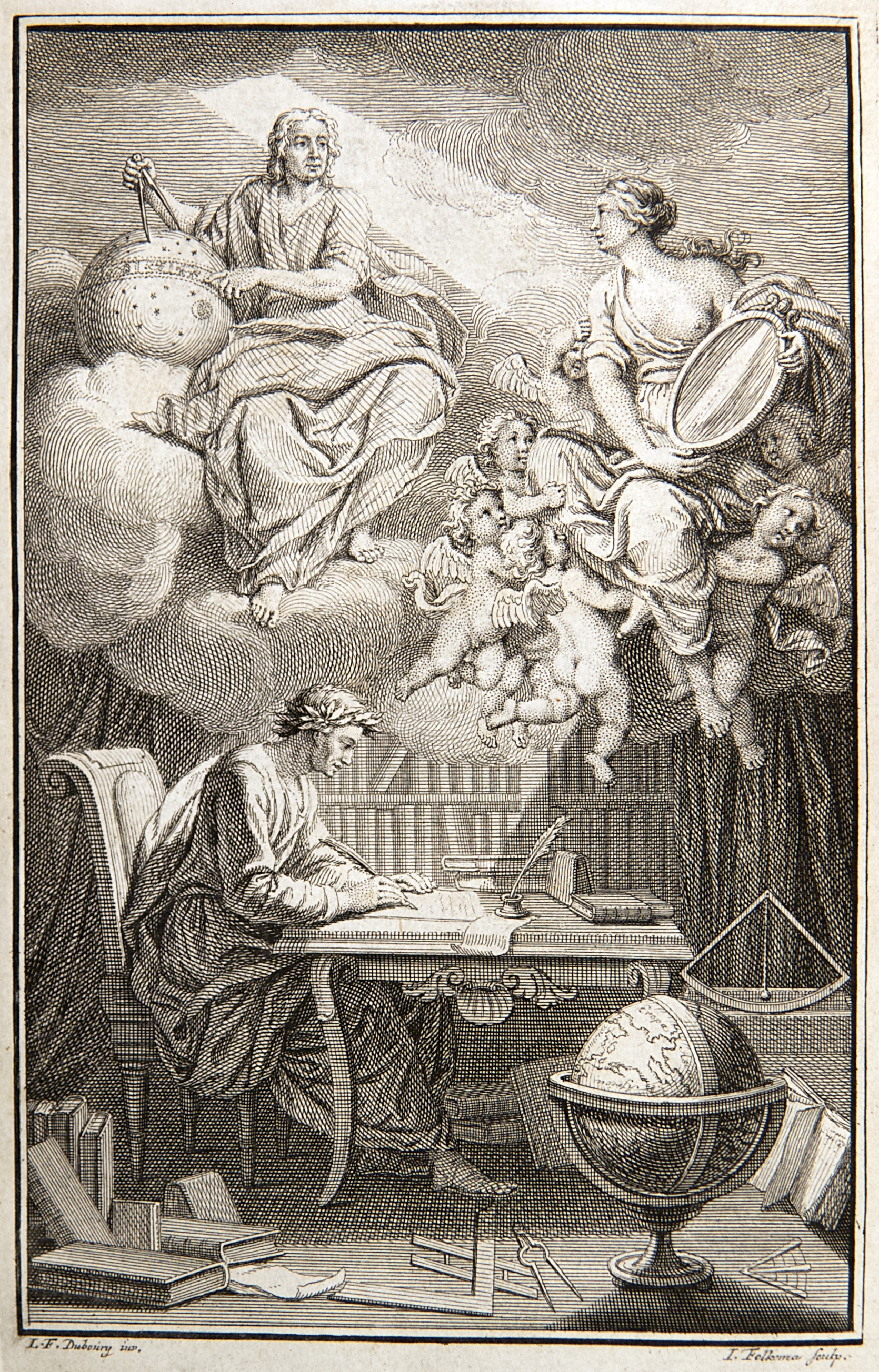
Frontispice de la traduction des Principia de Newton. Émilie du Châtelet y est dépeinte comme la muse de Voltaire.

Le XVIIIe siècle est caractérisé par trois points de vue divergents à l'égard des femmes : que les femmes étaient mentalement et socialement inférieures aux hommes, qu'ils étaient égaux mais différents, et que les femmes étaient potentiellement égales en termes de capacités mentales et pour leur contribution à la société. Bien que les rôles de genre ont été largement définis au XVIIIe siècle, les femmes ont connu de grands progrès en science.
À cette époque, les femmes ont fait de grands progrès vers l'égalité entre les sexes en astronomie : par exemple, les observations scientifiques de l'Anglaise Caroline Herschel ont ajouté aux connaissances astronomiques de l'époque. Herschel naît à Hanovre, mais déménage en Angleterre où elle agit comme assistante de son frère, William Herschel, et découvre sept comètes, dont la fameuse comète périodique d’Encke en 1786 et 1795. Cavendish est la première Anglaise à écrire de nombreux articles sur la science la nature et de la philosophie, et publie les Observations sur la philosophie expérimentale (1666), qui a pour but de stimuler l'intérêt des femmes pour la science.
C'est aussi à cette époque que Émilie du Châtelet traduit et commente les Principia de Newton : la traduction française est publiée à Paris en 1756, sous le titre Principes mathématiques de la philosophie naturelle. C’est Voltaire qui par son influence, l’encourage à approfondir ses connaissances en physique et en mathématiques, matières pour lesquelles il lui reconnaissait des aptitudes particulières, la considérant supérieure à lui-même en ce domaine de la « Philosophie Naturelle », car c'est ainsi qu'on appelait à l'époque les sciences physiques. Dans un domaine qui fut longtemps presque exclusivement masculin, Émilie du Châtelet est considérée comme l'une des premières femmes scientifiques d'influence dont on ait conservé les écrits.

### XIXesiècle

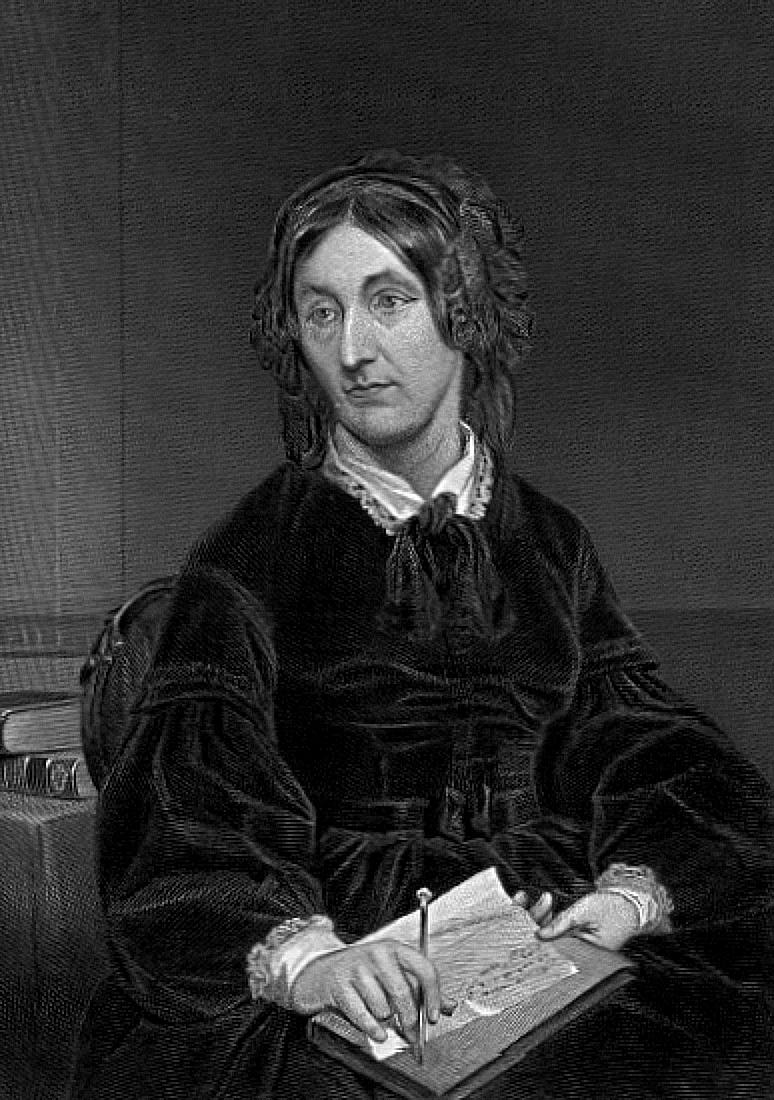
Mary Somerville

La science est restée une profession largement amateur pendant la première partie du XIXe siècle. La contribution des femmes a été limitée du fait de leur exclusion de la plupart de l'enseignement scientifique formel, mais a commencé à être reconnue par l'admission dans des sociétés savantes au cours de cette période.
Au XIXe siècle, la scientifique écossaise Mary Fairfax Somerville effectue des expériences en magnétisme et présente un document intitulé « Les propriétés magnétiques des rayons violets du spectre solaire » à la Royal Society en 1826 ; c'est la deuxième femme à accomplir une telle chose. Elle est également l'auteur de plusieurs textes mathématiques, astronomiques, physiques et géographiques (On the Connexion of the Physical Sciences (1834), Physical Geography (1848) et Molecular and Microscopic Science (1869)), la traductrice de la Mécanique Céleste de Laplace (The Mechanism of the Heavens), et a été un ardent défenseur de l'éducation des femmes. En 1835, elle et Caroline Herschel ont été les deux premières femmes à être élues à la Royal Astronomical Society.
Vers la fin du siècle, Annie Scott Dill Maunder est un pionnier de la photographie astronomique, en particulier des taches solaires. Elle est diplômée en mathématiques de Girton College, Cambridge, et a d'abord été embauchée (en 1890) comme assistante pour Edward Walter Maunder, découvreur du minimum de Maunder, le chef du département solaire à l'Observatoire de Greenwich. Ils travaillent ensemble pour observer les taches solaires et d'affiner les techniques de la photographie solaire et se marient en 1895. Les compétences en mathématiques d'Annie Scott Dill Maunder ont permis d'analyser les données des taches solaires qu'Edward Walter Maunder avait mis des années à recueillir à Greenwich. Avant qu'elle ne soit membre de la Royal Astronomical Society, plusieurs de ses observations sont publiés sous le nom de son mari.

## Orient, Afrique, Amérique pré-colombienne

### Antiquité

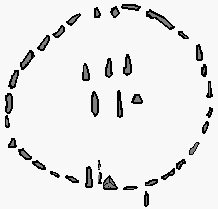
Plan d'un cercle de pierres à Nabta Playa, Égypte. Une ligne vise la position calculée du lever du soleil au solstice d'été, au moment où le calendrier a été construit ; cette position correspond au début de la saison des pluies dans le désert.

La civilisation de Sumer a produit quelques-uns des tout premiers astronomes historiques, assemblant ainsi des étoiles et leur position en constellations, dont plusieurs survivent aujourd'hui et qui étaient également reconnues par les grecs anciens. Du côté des femmes du IIe millénaire av. J.-C., des astronomes sumériennes sont dirigeantes des grands temples observatoires. Par exemple, Enheduanna (v. 2285-2250 av. J.-C.) est une astronome et poétesse sumérienne.
En Égypte antique, les femmes de toute classe sociale pouvaient travailler comme pleureuses ou musiciennes, professions qui étaient communes. Les femmes nobles pouvaient être prêtresses d'un dieu ou d'une déesse. À l'époque romaine, Clément d'Alexandrie, dans un écrit, donne une idée de l'importance des observations astronomiques associées aux rites sacrés.

### Monde arabe
Pour naviguer sur mer mais aussi dans le désert, les civilisations arabes avaient besoin de données très précises. Dérivée des astronomies indienne et grecque, l'astronomie arabe culminera vers le Xe siècle.

### Monde chinois
Sous la dynastie Qing, Wang Zhenyi est l'auteur de douze publications en astronomie et en mathématiques, concernant la gravité et plus particulièrement les éclipses lunaires. Elle a aussi défendu le droit des femmes à l'éducation.

### Sous-continent indien
Le statut de la femme dans l’Inde ancienne est toujours débattu : si certains universitaires estiment que les femmes bénéficiaient de la parité avec les hommes dans tous les aspects de la vie civile, d’autres sont plus réservés. Mais avec l’entrée en vigueur de la manou smriti, vers 500 av. J.-C., le statut social des femmes commença à régresser. L’invasion musulmane de Bâbur et de l'Empire moghol, et enfin l’arrivée des Chrétiens achevèrent de cantonner les femmes à un rôle subalterne, malgré les tentatives de certains mouvements réformateurs hindouistes comme le Jaïnisme de rendre aux femmes une place dans la Religion.
L'astronomie indienne (Jyotiṣa) aurait culminé vers 500, avec l'Āryabhaṭīya, qui présente un système mathématique quasi-copernicien, dans lequel la Terre tourne sur son axe. Ce modèle considère le mouvement des planètes par rapport au Soleil.

### Amériques
Dans le nouveau monde, les astronomies amérindiennes sont aussi déjà très développées notamment la Toltèque, la Zapotèque (assez proche) et la Maya tout à fait originale. Ainsi, sans aucun instrument optique, l'astronomie Maya avait réussi à décrire avec précision les phases et éclipses de Vénus.

## Début duXXesiècle

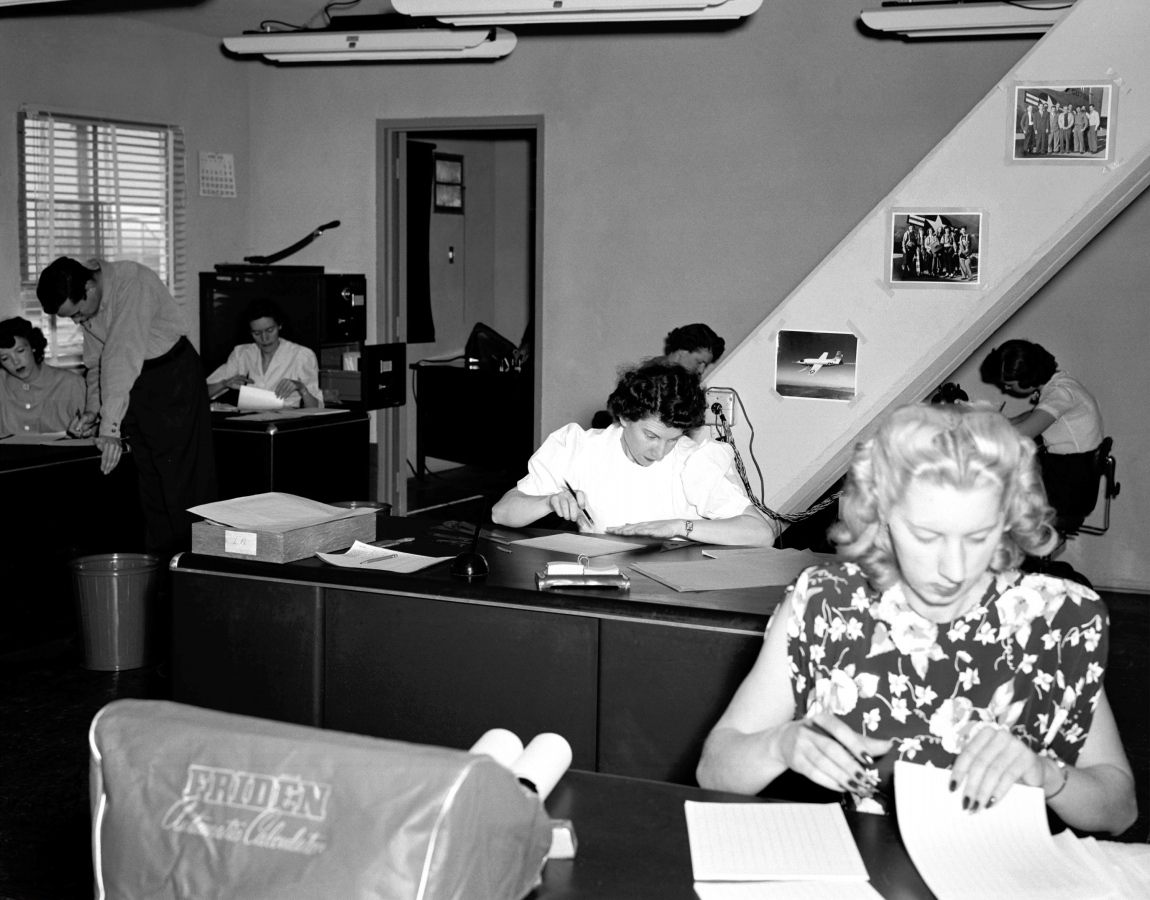
NACA High Speed Flight Station « Computer Room », i.e. salle des oridinateurs

De Christine de Suède, Émilie du Châtelet qui traduit Newton, et Nicole-Reine Lepaute,, jusqu'au début du XXe siècle, c'est en tant que « calculatrices », sortes d'ordinateurs humains, que plusieurs femmes s'impliquent ou sont engagées par les observatoires afin d'extraire l'information de données complexes, comme c'est le cas pour celles du Harem de Pickering, engagées par Edward Charles Pickering. Certaines s'illustrent alors, telle que l'Américaine Annie Jump Cannon. À cette époque, les femmes astronomes qui faisaient ce travail de chercheur à l'Observatoire de Harvard étaient payées 0,25 $ de heure, ce qui était inférieur au salaire d'une secrétaire à la même université.

### Allemagne
Sous la république de Weimar, seulement 1 % des chaires universitaires étaient occupées par des femmes. Le 8 juin 1937, un décret dispose que seuls les hommes peuvent être nommés à ces chaires, si ce n'est dans le domaine social. Néanmoins, le 21 février 1938, « à titre individuel et exceptionnel » à la suite du lobbying de la Reichsfrauenführerin, la plus haute responsable de la branche féminine du parti nazi, Gertrud Scholtz-Klink, on accorde à Margarete Gussow une chaire d'astronomie.

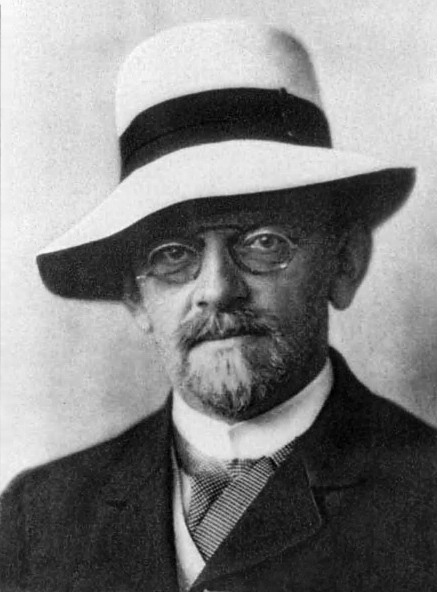
En 1915, David Hilbert invite Noether à Göttingen malgré l'opposition de collègues, qui ne veulent pas qu'une femme enseigne à l'université.

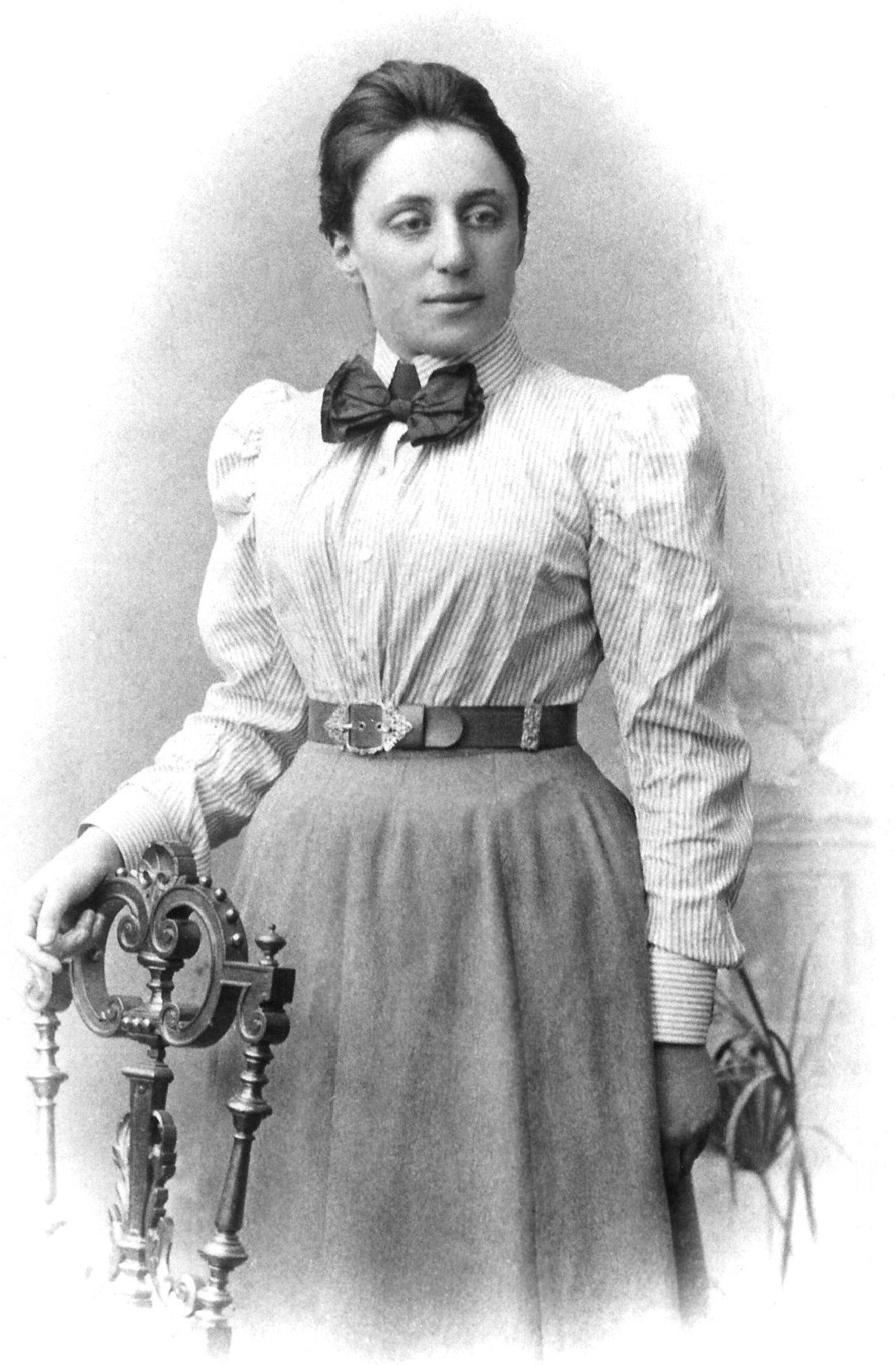
Emmy Noether

Avec la loi allemande sur la restauration de la fonction publique du 7 avril 1933, des dizaines de professeurs sans emploi commencent à chercher des postes hors d'Allemagne, et leurs collègues des États-Unis tentent de leur porter assistance. Albert Einstein et Hermann Weyl sont embauchés par l'Institute for Advanced Study à Princeton (New Jersey), alors que la mathématicienne Emmy Noether est contactée par les représentants de deux institutions éducatives : le Bryn Mawr College aux États-Unis et le Somerville College de l'université d'Oxford, en Angleterre. Après quelques négociations avec la Fondation Rockefeller, une bourse est accordée à Noether pour Bryn Mawr et elle y prend son poste fin 1933. En 1915, Noether avait été invitée à l'université de Göttingen par David Hilbert et Felix Klein. Leurs efforts pour la recruter sont cependant entravés par les philosophes et les historiens au sein de la faculté de philosophie : selon eux, les femmes ne doivent pas devenir Privatdozent. Un membre de la faculté proteste : « Que penseront nos soldats, quand ils reviendront à l'université et verront qu'ils doivent apprendre aux pieds d'une femme ? ». Hilbert répond avec indignation, en indiquant : « je ne vois pas pourquoi le sexe de la candidate serait un argument contre son admission comme Privatdozent. Après tout, nous sommes une université, pas des bains publics ».
Cependant, peu après son arrivée, Emmy Noether prouve ses capacités en démontrant le théorème maintenant connu sous le nom de « théorème de Noether », qui exprime l'équivalence existant entre les lois de conservation et l'invariance des lois physiques en ce qui concerne la symétrie. Une quantité physique importante en mécanique céleste qui est conservée de la sorte est le vecteur de Runge-Lenz.

### États-Unis
En 1901, Annie Jump Cannon remarque que c'est la température d'une étoile qui est la principale caractéristique distinctive entre les différents spectres. Cela a conduit à un réordonnancement des types de ABC par la température au lieu des raies d'absorption d'hydrogène. En raison des travaux de Cannon, la plupart des classes d'étoiles alors en vigueur ont été rejetées comme redondantes. Elle reçoit de nombreux autres prix dont, en 1932, le prix Ellen Richards dont elle cède le montant à l'American Association of University Women pour permettre la création du prix d'astronomie Annie J. Cannon que l'association décerne chaque année à une femme commençant sa carrière en astronomie.

Cecilia Payne-Gaposchkin

De son côté, Henrietta Swan Leavitt a publié son étude sur les étoiles variables en 1908 et devait être en nomination pour le prix Nobel de physique de 1926, mais son décès l'en empêche car il ne peut être attribué à titre posthume. En 1925, une diplômée de Harvard Cecilia Payne-Gaposchkin démontre pour la première fois à partir de données existantes sur les spectres d'étoiles qu'elles sont presque exclusivement faites d'hydrogène et d'hélium, contrairement aux théories acceptées de l'époque. C'est à ce jour l'une des théories les plus fondamentales en astrophysique stellaire. Bien que mariée en 1933, Payne-Gaposchkin conserve son poste de chercheur, ce qui choque dans le cadre des normes de l'époque. Son patron, Shapley ne réagira cependant que lorsqu'elle publiera un article alors qu'elle est enceinte de cinq mois et lui demandera que cela ne se reproduise plus.
En 1934, Emmy Noether, déjà connue pour le théorème de Noether en physique, commence une série de conférences à l'Institute for Advanced Study de Princeton à l'invitation d'Abraham Flexner et Oswald Veblen. Elle travaille avec Abraham Albert et Harry Vandiver et encadre leurs recherches. Cependant, elle remarque qu'elle n'est pas la bienvenue à Princeton, « l'université des hommes, où aucune femme n'est admise ».

### France
En 1893, l'astronome franco-américaine Dorothea Klumpke est la première femme à obtenir un doctorat en sciences de la Sorbonne, avec sa thèse L'étude des Anneaux de Saturne.
Le 1er mars 1912, Édmée Chandon est officiellement nommée astronome à l'observatoire de Paris et devient ainsi la première femme astronome professionnelle française. D. Klumpke n'avait alors qu'une autorisation pour utiliser les instruments de l'observatoire de Paris. Par comparaison, l'Université Harvard décerne son premier doctorat en astronomie à une femme, Cecilia Payne-Gaposchkin, en 1925.
Membre de la Société Astronomique de France à 16 ans, en 1920, la lilloise Reysa Bernson fonde en 1923 l'Association Astronomique du Nord. Elle est responsable du premier planétarium français, en 1937 à l'exposition universelle de 1937 à Paris et a contribué au développement de ces installations en France.
En France en 2019 on compte 23% de femmes dotées d'un poste permanent en Astronomie et Astrophysique.

## Après-guerre etXXIesiècle

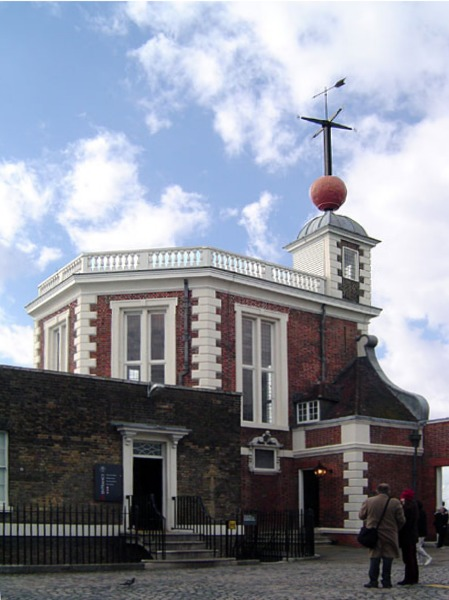
Observatoire royal de Greenwich

Après la Seconde Guerre mondiale, plusieurs femmes astronomes s'illustrent. En 1967, Jocelyn Bell découvre ainsi le premier pulsar, mais c'est une découverte pour laquelle son directeur de thèse Antony Hewish obtient le prix Nobel en 1974, ce qui déclencha une très vive controverse initiée par Fred Hoyle et relayée par d’autres confrères. Ceux-ci sont scandalisés de voir ce prix prestigieux remis à un directeur de thèse, au lieu d’être remis à la personne ayant fait la découverte au motif qu’elle était simplement étudiante ou parce que c’était une femme.
Grâce à ses observations sur les courbes de rotation des galaxies au cours des années 1970, l'astronome Vera Rubin découvre l'un des éléments clés de la preuve de l'existence de la matière noire. L'astrophysicienne Margaret Burbidge est membre du groupe à l'origine de la théorie de la nucléosynthèse stellaire, qui explique comment les éléments sont formés dans les étoiles. En 1972, sa nomination à la direction de l'observatoire royal de Greenwich (première nomination d'une femme), fut aussi la première fois en 300 ans que cette nomination n'était pas associée avec le poste d'astronome royal, attribué au radio-astronome et futur lauréat du prix Nobel de physique Martin Ryle. Elle quitta ce poste en 1974, quinze mois seulement après l'avoir accepté, quand une controverse éclata au sujet du déplacement du télescope de l'observatoire vers un site plus propice. En 1976, Burbidge devient la première femme présidente de la Société américaine d'astronomie, et en 1977, devient citoyenne américaine. En 1983, elle fut élue présidente de la American Association for the Advancement of Science.

### Discrimination positive
De telles expériences ont fait de Margaret Burbidge une des personnalités les plus influentes dans la lutte pour faire cesser la discrimination des femmes en astronomie. En conséquence, en 1972 elle refusa le prix d'astronomie Annie J. Cannon de la société américaine d'astronomie car il était attribué seulement aux femmes : « il est grand temps que la discrimination en faveur, ou contre les femmes dans la vie professionnelle soit supprimée ».

### Époque contemporaine
En 2013, la revue Nature, illustre le fossé entre les sexes en sciences. D'une part, les femmes professeurs universitaires en physique et astronomie ont en moyenne moins d'enfants que les hommes, soit 1,2 par rapport à 1,5. Plus à la base, les étudiantes en biologie, chimie et physique peuvent s'attendre à être moins bien payées en tant qu'assistantes que leurs confrères masculins, soit d'en moyenne 3 730 $ américains par année. Enfin, les salaires professionnels des femmes en physique et en astronomie sont 40% moindres que ceux des hommes, aux États-Unis.

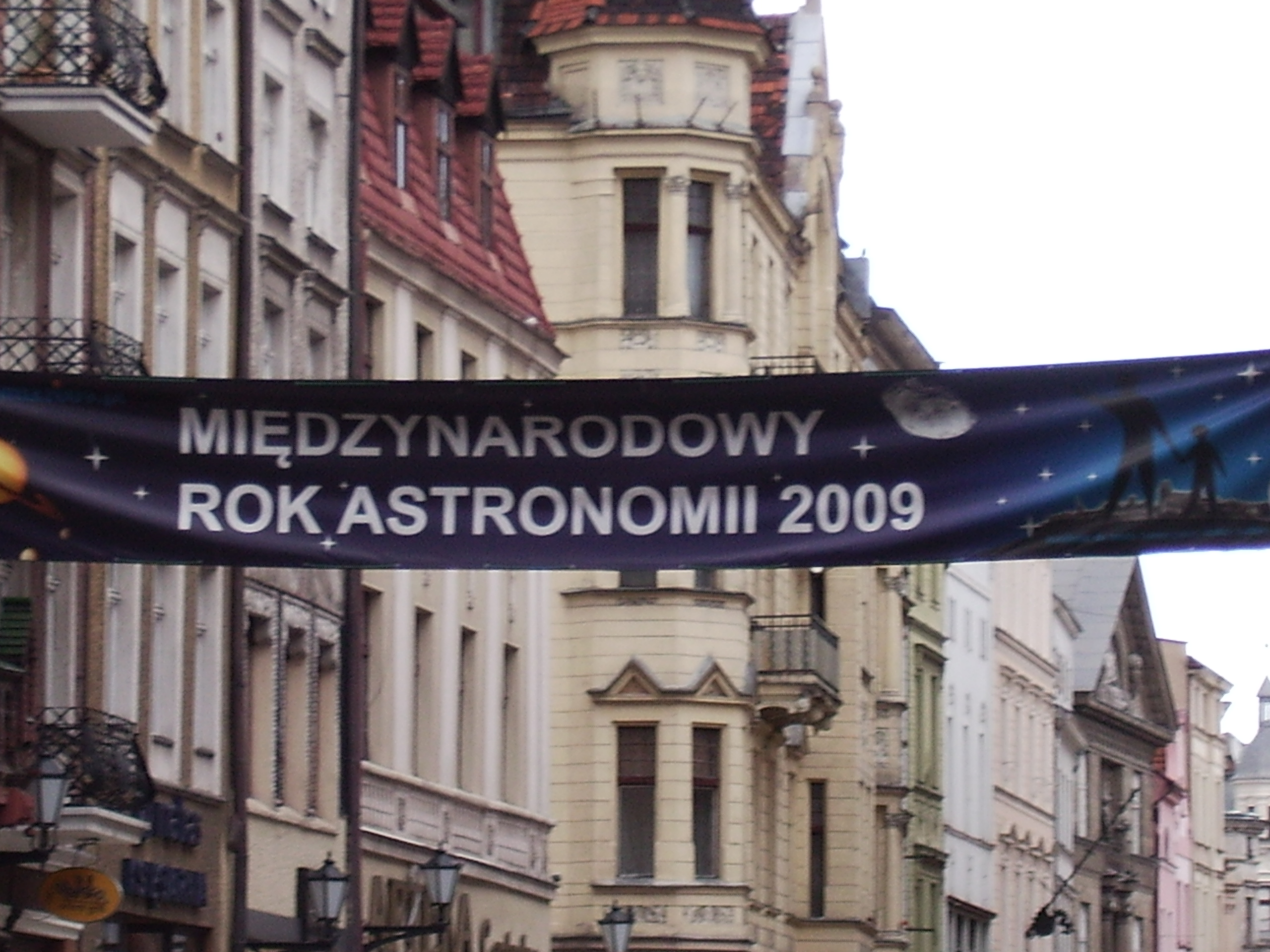
Annonce à Torun de l'Année mondiale de l'astronomie en 2009

En 1992, des astronomes dont Urry établissent The Baltimore Charter for Women in Astronomy qui vise à assurer des chances égales aux femmes. Il est noté que seulement 15 % des astronomes sont des femmes et que la variance géographique est tellement forte que dans certains pays, il n'y en a aucune, tandis que dans d'autres, la proportion dépasse les 50 %. Il en est déduit que cela implique qu'une carrière scientifique est grandement influencée par des facteurs culturels et sociaux, et non pas par les habilités d'un individu.
Aux États-Unis en 2001, les femmes en science ou en génie ayant un doctorat sont principalement employées dans le secteur de l'éducation, et moins dans le commerce ou l'industrie que les hommes.
En 2009, l'Année mondiale de l'astronomie énonce en tant qu'un de ses buts principaux de viser à « Augmenter le pourcentage des femmes scientifiques à tous les niveaux et favoriser une plus grande participation des minorités sous-représentées dans les carrières scientifiques et technologiques ». Lors d'une conférence ciblée la même année, la 2009 Women in Astronomy Conference, il est établi que la proportion de membres de l'Union américaine d'astronomie de moins de 30 ans qui sont des femmes est passée de 20 à 40 %, en 16 ans.
L'astronome Farzana Aslam souligne que les femmes pakistanaises sont aptes à contribuer à tous les aspects économiques de leur société, tout en maintenant les valeurs de l'Islam et que cela pourra contribuer à bâtir une société plus forte et plus saine. À la fin du XXe siècle et au début du XXIe siècle, on compte aussi déjà un certain nombre d’astronautes musulmans : l'américo-iranienne Anousheh Ansari est la première femme à travailler à la SSI et le quatrième touriste spatiale. De façon plus générale, en Iran, le nombre de femmes inscrites en études supérieures dépasse parfois celui des hommes dans les études scientifiques, qui leur étaient traditionnellement réservées.

#### Faits marquants
- En 2008, l'astronome Penny Sackett devient la première femme scientifique en chef de l'Australie[51].
- Jill Tarter est directrice de SETI[52],[53].
- Au début des années 2020, la burkinabaise Marie Korsaga devient la première astrophysicienne d'Afrique de l'Ouest[54].